# Colégio maior

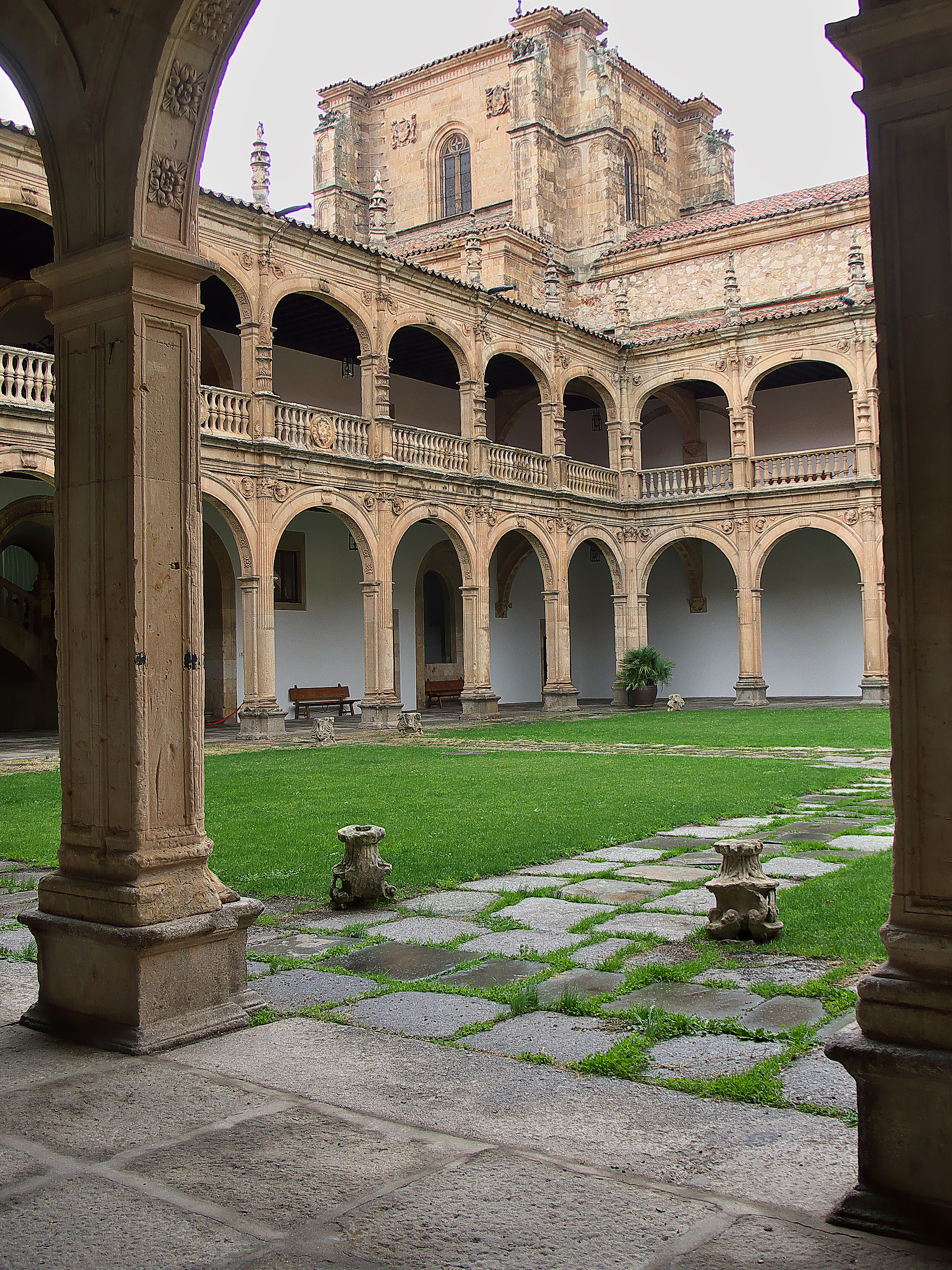
Pátio do Colégio Maior de Santiago Maior, em Salamanca.

Colégio maior ou colégio residencial é uma instituição própria de uma universidade, que coloca a atividade académica num ambiente comunitário de estudantes e professores, geralmente numa residência e com refeições compartilhadas. O colégio maior dispõe de um grau de autonomia e uma relação federada com a universidade em geral. O termo colégio maior também é usado para descrever uma variedade de outros padrões, desde um dormitório com alguma programação académica, até programas de educação continuada para adultos que duram alguns dias. Em algumas partes do mundo, ele simplesmente refere-se a qualquer alojamento organizado no campus, sendo um exemplo a Universidade da Malaya.
Atualmente são similares às residências universitárias, mas diferenciam-se delas pelo fato de que nos colégios maiores, para além do alojamento, oferecem-se atividades culturais, académicas, religiosas ou desportivas.

## Vários modelos de Colégios maiores

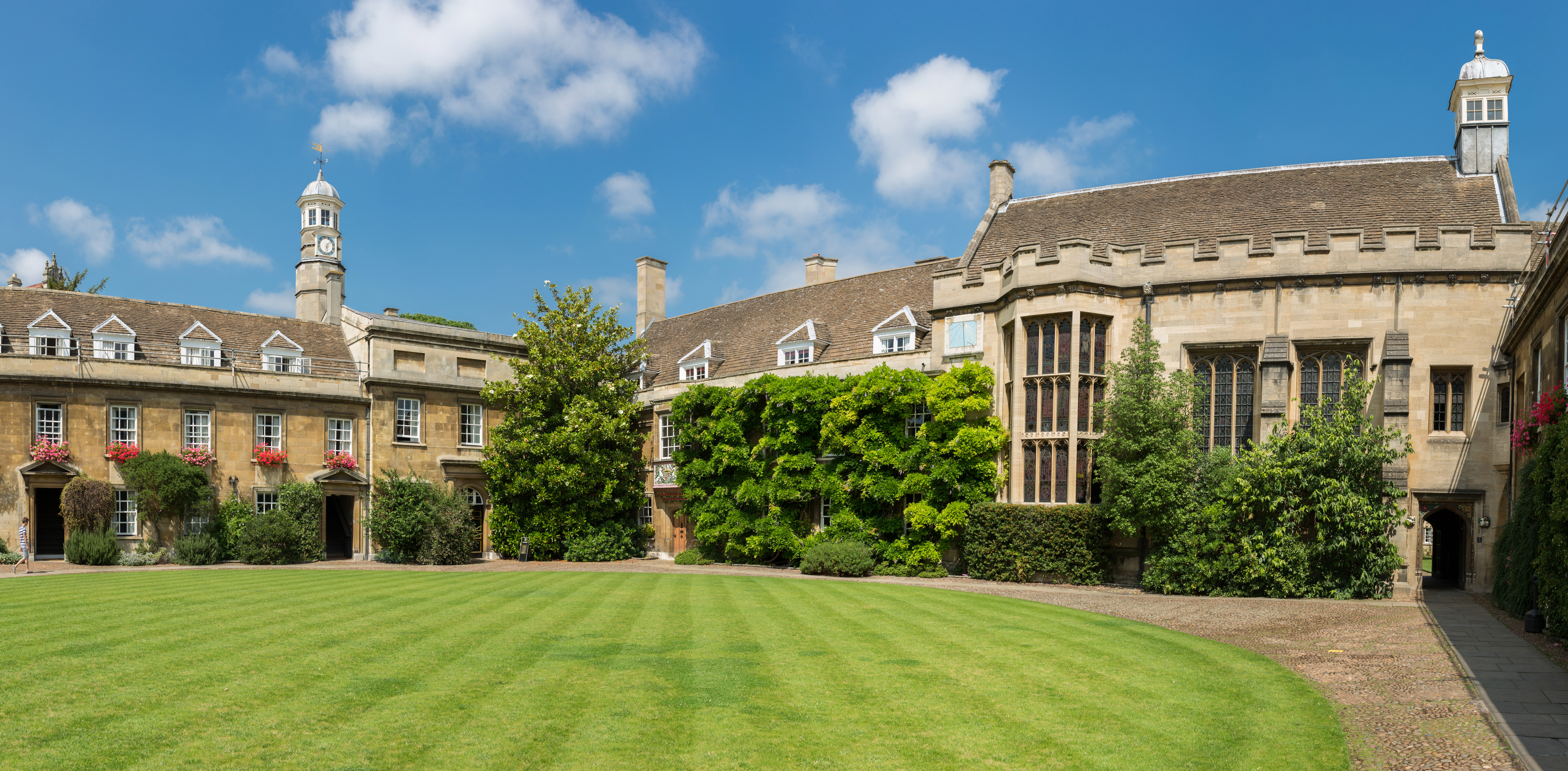
Colégio Maior de Cristo, um dos colégios maiores da Universidade de Cambridge.

Um modelo proeminente para colégios maiores são os colégios da Universidade de Oxford e da Universidade de Cambridge no Reino Unido, que são legalmente independentes das universidades e são tanto instituições residenciais como educativas. Este modelo foi modificado na Universidade de Durham, também no Reino Unido, no século XIX, que adaptou o modelo Oxbridge para criar colégios maiores não-docentes que eram, dependendo do colégio maior, legalmente parte ou independentes da Universidade. Com a chegada dos colégios maiores aos Estados Unidos, o modelo diversificou-se ainda mais. Enquanto a adaptação de Durham de colégios maiores pertencentes à universidade em vez de organismos independentes é geralmente a seguida, algumas universidades (p.e., Universidade de Yale) seguem Oxford e Cambridge tendo aulas nos colégios maiores enquanto outras (p.e., Universidade de Harvard) seguem Durham mantendo o ensino centralizado. Há também uma divisão entre universidades totalmente colegiadas (p.e., a Universidade de Notre Dame, onde todos os alunos do primeiro ano académico são colocados num colégio maior) e aqueles (p.e., a Universidade Northwestern), onde nem todos os estudantes são membros de colégios maiores. Outra variante em algumas universidades dos EUA são os colégios maiores que não abrangem todos os anos na instituição, por exemplo, o sistema da Universidade de Princeton de colégios maiores em pares de quatro anos e dois anos, ou o Sistema de Alojamento do Campus Oeste da Universidade de Cornell, que só leva alunos sophomores (do segundo ano académico), com a maioria dos alunos de anos académicos superiores morando fora do campus ou em dormitórios de colégios maiores não afiliados. Outro ponto de diferença é se os colégios maiores são multidisciplinares (como em Oxford e Cambridge) ou se se concentram em determinadas áreas temáticas (por exemplo, Cranmer Hall, parte do Colégio São João, em Durham). Um exemplo deste último é a Universidade Fordham, que tem colégios maiores dedicados (Integrated Learning Communities) para estudantes masculinos de anos académicos superiores para vários temas, incluindo negócios globais e ciências, além de colégios maiores para alunos do primeiro ano académico separados, incluindo um para estudantes que estudam pré-medicina ou ciências.

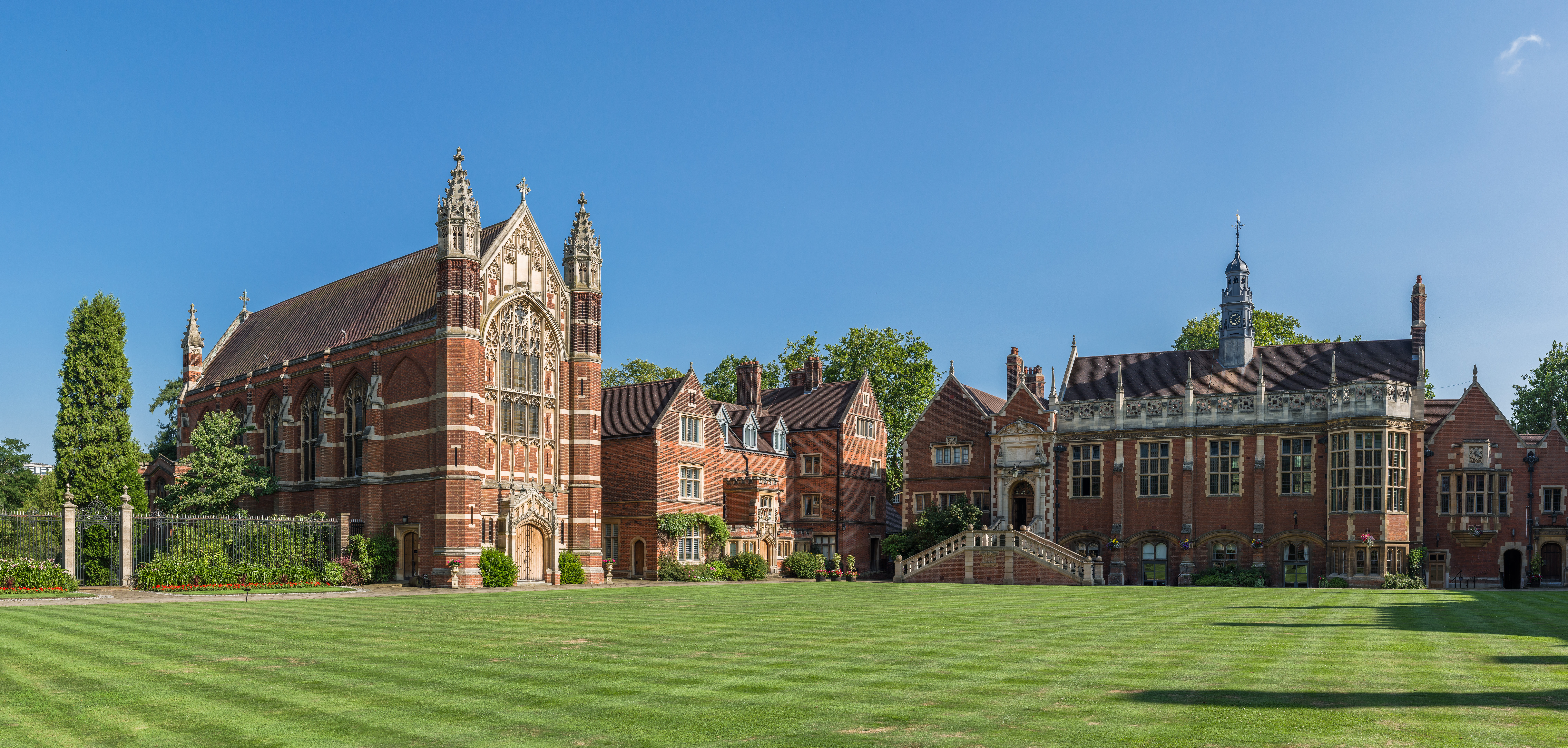
Colégio Maior Selwyn, um dos colégios maiores da Universidade de Cambridge.

A principal diferença entre um colégio maior e uma residência é muitas vezes considerada a de que, enquanto um estudante mora numa residência por um ano, ele é membro de um colégio maior para toda a vida estudantil, mesmo quando não está morando nos dormitórios a ele associados com esse colégio maior: "Colégios maiores são collegia no sentido original: sociedades, não edifícios, e os seus membros podem residir em qualquer lugar". No entanto, como pode ser visto acima, isso não é comum a todas as variantes do sistema de colégios maiores. Além disso, espera-se que os membros de um colégio maior tomem juntos as refeições, como uma corpo unificado. Residências padrão tendem a ter residentes que se deslocam entre as residências todos os anos, e que comem em refeitórios em grande medida misturados com moradores de outras residências. No entanto, os colégios maiores podem ser auto-suficientes (por exemplo, Colégio Josephine Butler, em Durham), mas ainda assim claramente identificados como colégios maiores.

## História

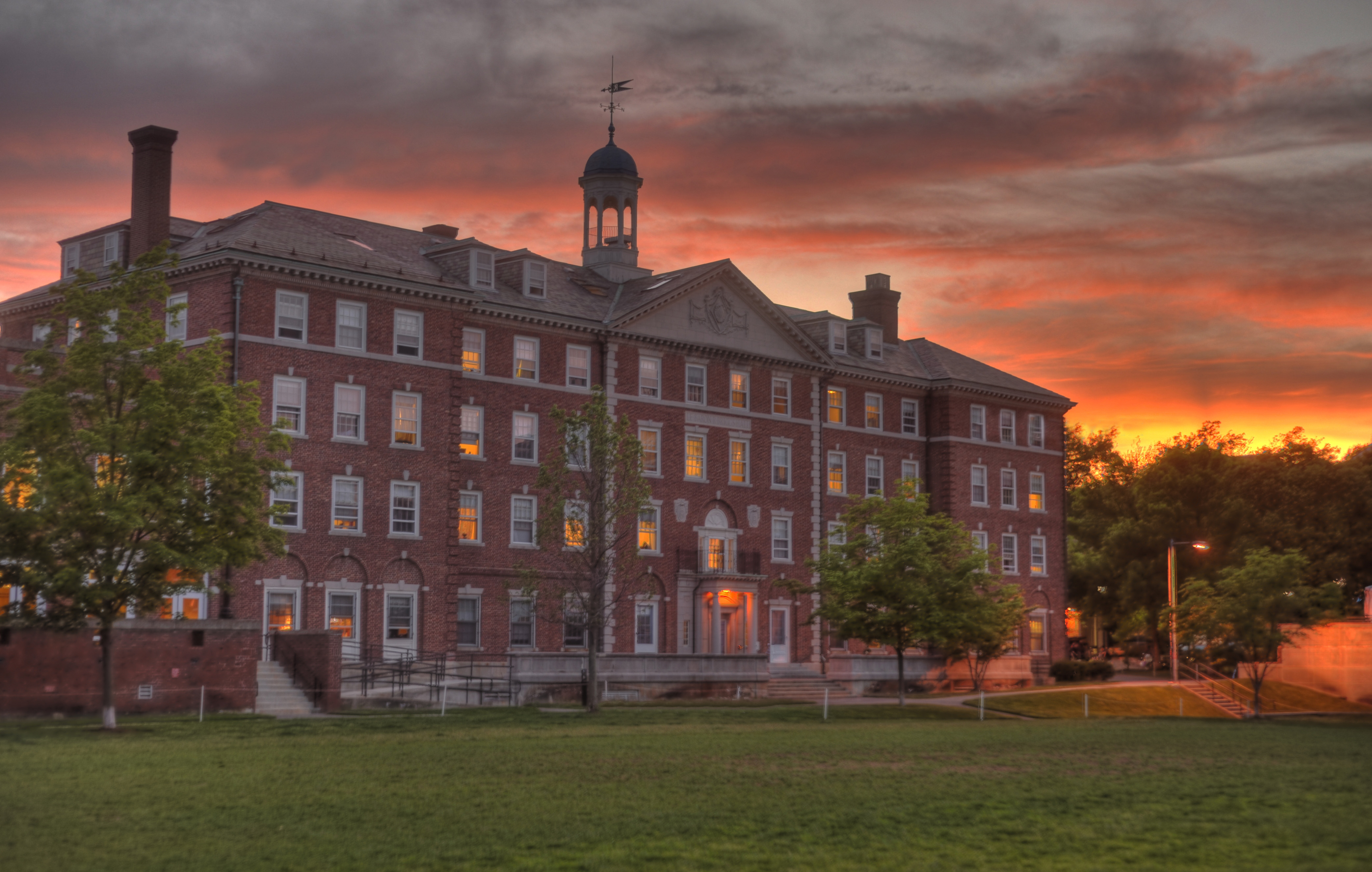
O Colégio Maior Cabot, um colégio maior para estudantes de licenciatura da Universidade de Havard.

Historicamente, principalmente nas universidades desde a Baixa Idade Média até finais do século XVIII, um colégio maior era uma instituição que dava formação universitária de graus maiores (licenciatura e doutoramento), além de dar alojamento aos estudantes. Algumas vezes, eram uma espécie de prolongamento de uma universidade e noutros, foram o germe da universidade. Em geral eram fundações de mecenas com uma fim muito específico (por exemplo, o Colégio Maior de Santiago el Zebedeo, de Salamanca foi criado pelo arcebispo de Santiago de Compostela, Alonso de Fonseca, para os estudantes galegos).
Funcionavam com uma grande autonomia; os professores iam dar aulas neles, embora no final os colegiais devessem realizar o exame na universidade. Os próprios colegiais regiam o seu colégio maior nos aspetos administrativos e económicos e elegiam um reitor entre eles. Os estudantes dos colégios de maior renome orgulhavam-se durante toda a sua vida de ter pertencido a eles.

### Em Espanha
Na Espanha do século XVII havia seis colégios maiores; quatro em Salamanca: os de São Bartolomeu ou Colegio Viejo (1401), o de Cuenca (1500), o de Santiago el Zebedeo (1519) e de Oviedo (1521); um em Valhadolide: o de Santa Cruz (1482) e outro em Alcalá de Henares: o de Santo Ildefonso (1499). Cabe ressalvar, como menção especial, o Real Colégio Maior de São Bartolomeu e Santiago de Granada, fundado em 1649 e único colégio maior que continua aberto desde que se fundou, sendo o colégio maior mais antigo de Espanha (com a exceção do Colégio de São Clemente, que se encontra em Bolonha).
Havia também os Colégios Menores (ou simplesmente Colégios), onde se dava o grau menor: bacharelato, com o qual então já se podia exercer uma profissão.
Fundados e dotados por clérigos de alto estatuto, os colégios estavam originalmente destinados aos estudantes de mérito mas de origem humilde. Em Santo Ildefonso, os estudantes podiam ser bolsistas porcionistas cujos estudos eram pagos por alguma instituição ou por membros da alta nobreza, em ocasiões na condição de assistentes dos jovens membros dessas casas nobres que se deslocavam para estudar. Ambos tinham que enfrentar oito anos académicos de um ano de duração cada um (estudos de artes, direito canónico, teologia).
Os colégios maiores se afastaram do seu destino inicial à medida que as vagas que ofereciam foram monopolizadas pelos filhos da elite política espanhola (aristocracia, nobreza e letrados), fenómeno que alcançou uma rigidez total a partir de meados do século XVII. Num contexto de multiplicação dos títulos e escassez de cargos a desempenhar, estes últimos asseguraram-se, por cooptação, o acesso aos colégios de maior prestígio, a melhor opção como trampolim para aceder a brilhantes carreiras nas funções mais elevadas dos meios eclesiásticos ou nos conselhos e audiências. Para um sistema pujante de clientelismo e patronagem, os colégios maiores converteram-se numa "máquina formidável de reprodução dos servidores reais entre os filhos dos letrados", contribuindo para uma extensa captação de cargos e ao fechamento do aparelho do Estado. Desta forma, estes letrados representavam 57,9 % dos membros do Conselho de Castela com Filipe II (1578-1598-1621), 68,5 % com Filipe IV (1605-1621-1665) e 72,5 % com Carlos II (1661-1665-1700). De tal fato nasceu sem dúvida o mote de Colégio Maior que se aplicava ironicamente a essa instituição.
Os colégios maiores de Espanha foram suprimidos temporariamente como consequência das reformas ilustradas, no ano de 1798. Posteriormente foram reabertos e são hoje instituições comunitárias abertas à sociedade onde os estudantes e professores residem e estudam, para além de partilharem as refeições e atividades culturais, académicas, religiosas e desportivas.

## Experiências com o modelo de Colégio maior

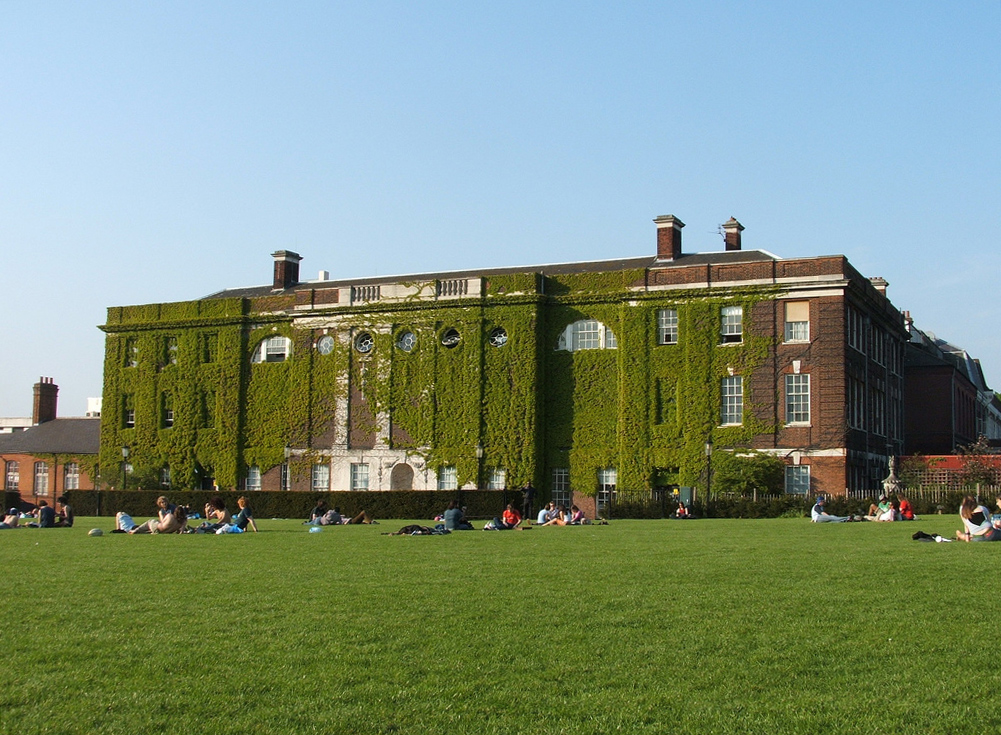
Colégio Maior Goldsmiths, um colégio maior constituinte da Universidade de Londres.

Por causa das muitas interpretações do conceito de colégio maior, e o seu uso em muitas universidades e instituições, há muitas experiências de como o conceito se manifesta em vários momentos e em várias instituições. Algumas experiências particularmente ilustrativas são resumidas aqui.
Com apenas três colégios maiores para estudantes de licenciatura no Canadá - Colégios Verde e São João na Universidade da Colúmbia Britânica, e Colégio Massey na Universidade de Toronto - há uma sensação de que parte do trabalho desses colégios é promover a aproximação canadiana ao modelo do colégio residencial, e "misturar qualidade e prestígio por um lado, e enriquecimento do campus por outro, enquanto se evita o elitismo ou a imitação".
Em 1999 o Instituto de Tecnologia de Massachusetts (MIT) fez um balanço do seu sistema de habitação e estudou vários modelos de residência em "Reinventing residence life @ MIT". Particularmente relevante é o seu relatório "A Creative Tension", sobre o sistema universitário de Cambridge.
Na Itália, o modelo de colégio maior foi adotado em 2003 por todas as universidades de Milão, de acordo com um programa conjunto desenvolvido em colaboração com várias instituições privadas e públicas, tais como a Microsoft e a Região da Lombardia, no Collegio di Milano.
Na Coreia do Sul, o sistema de colégios maiores foi adotado pela primeira vez pelo campus Wonju da Universidade Yonsei em 2007 e depois estendido ao campus de Songdo em 2013. Devido à escassez de vivendas disponíveis para os estudantes, apenas o primeiro ano participa no colégio maior. O campus de Wonju opera 7 casas e o campus universitário residencial em Songdo opera 12 casas.

## Os Colégios maiores na atualidade

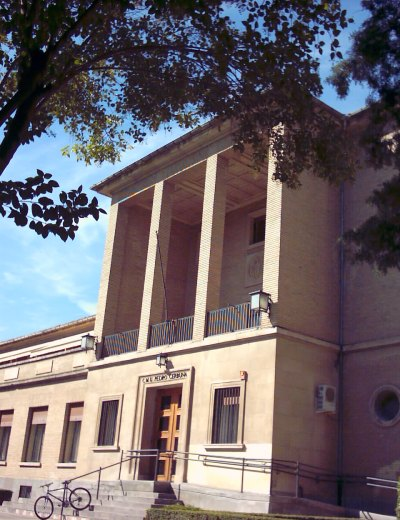
Colégio Maior Universitário Pedro Cerbuna da Universidade de Saragoça, exemplo de colégio maior contemporâneo, usado como residência estudantil.

Atualmente, os colégios maiores são centros que proporcionam alojamento e promovem a formação dos estudantes universitários. Frequentemente o centro encontra-se integrado numa organização universitária, mas outras vezes são autónomos.
Hoje diferencia-se um colégio maior de uma residência de estudantes na medida em que no primeiro a organização de actividades formativas, culturais, desportivas e inclusive grande parte do peso da organização do mesmo recai sobre os mesmos residentes, considerando-se necessário este tipo de gestão interna para a formação e capacitação dos colegiais.
Os colégios maiores estão situados normalmente nas imediações do campus. Em geral, procuram oferecer uma série de serviços procurados pelos estudantes universitários, desde o alojamento e a alimentação até lavandaria e biblioteca, passando por cinema, concertos, excursões ou desportos.
Na América do Sul estas instituições têm a denominação de residência universitária, adequada à sua função atual, visto que não se dão aulas no seu recinto (não são Colégios). Também recebem os nomes de dormitório ou pensão universitária.

## Colégios maiores e praxes
Em Portugal, em cada começo de ano letivo, as praxes universitárias são objeto de atenção especial dos meios de comunicação, sinal da sensibilidade crescente da opinião pública para elas. As praxes noutros contextos podem aparecer esporadicamente nos medias, mas não são objeto de um interesse comparável. As praxes universitárias chegaram a promover declarações do Parlamento e do Ministro da Educação. No centro desta preocupação encontram-se os Colégios Maiores, tradicionalmente considerados como lugares onde as praxes universitárias têm força, embora não ocorram exclusivamente neles.